# Ia Orana Maria
Ia Orana Maria est un tableau du peintre français Paul Gauguin réalisé en 1891. Il s'agit d'une Vierge à l'Enfant. Il est conservé au Metropolitan Museum of Art, à New York, aux États-Unis.

## Description
Le tableau représente la Marie et l'ange qui la révèle à deux Tahitiennes sous les traits de Polynésiens. Marie est une jeune femme robuste qui porte l'enfant Jésus assis à califourchon sur son épaule. Tous deux portent une discrète auréole autour de la tête,.  Les deux spectatrices tahitiennes sont debout, en prière, dans une posture qui rappelle celle des dévots bouddhistes. Pour ces dernières, le peintre s'est inspiré d'un bas relief du temple de Borobudur,. 

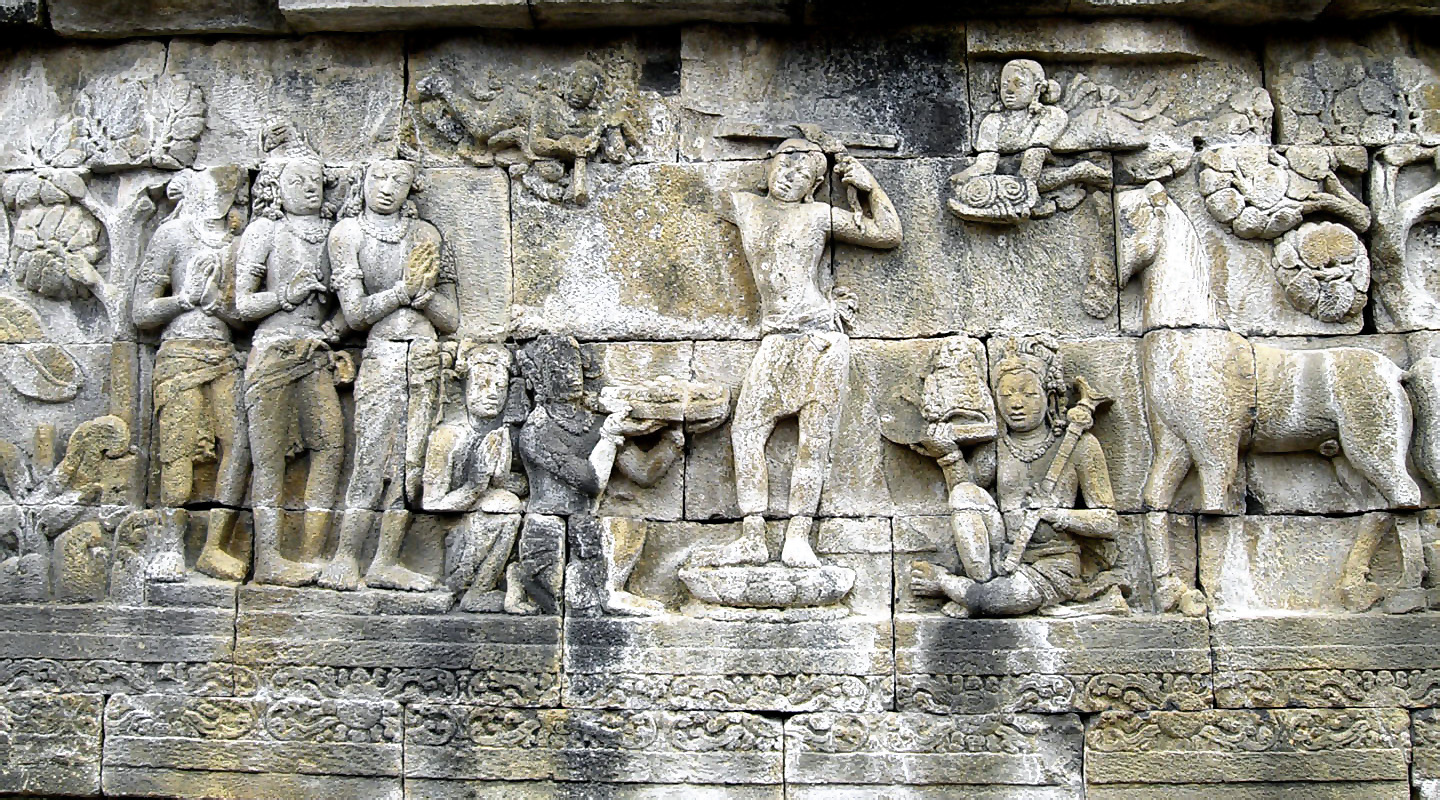
Bas relief du temple de Borobudur, sur la gauche deux personnages rendent hommage à Bouddha.

Le paysage est luxuriant, tel un jardin d'Éden exotique : au premier plan deux régimes de bananes au pied de la vierge. 
En bas à gauche, sur fond jaune, le titre du tableau Ia Orana Maria signifie « Je vous salue Marie », en langue maorie, que l'artiste apprend lors de ses séjours en Polynésie et aux îles Marquises.

## Histoire
Né dans une famille catholique, Paul Gauguin connait bien la bible : il a déjà peint plusieurs œuvres d'inspiration chrétienne, dont son autoportrait en Christ jaune, visible au musée d'Orsay en 1889. Ce tableau a été peint pendant le premier voyage à Tahiti de Paul Gauguin, qui est alors en quête de nouvelles sources d'inspiration et d'une vie « libre » et « sans souci d'agent », comme il l'avait écrit à Mette Sophie Gad son épouse, un an plus tôt,, épouse qu'il a laissé à Copenhague, à la charge de ses parents, étant lui-même incapable de subvenir aux besoins de sa famille.
Le public européen découvre cette toile à la galerie Durand-Ruel, en 1893, au moment du retour de Paul Gauguin en métropole. Paul Gauguin trouve en Michel Manzi un acquéreur qui lui en propose 2 000 francs, mais ne lui verse qu'un tiers du prix convenu. Le 13 mars 1919, la toile est vendue 58 000 francs au marchand d'art américain Knoedler, par Manzi. Elle est par la suite acquise par l'avocat et banquier d'affaires Samuel A. Levisohn (en) qui la lègue au Metropolitan Museum of Art, en 1951,.

## Réception
Le tableau connait un succès certain lors de sa présentation au public parisien. Octave Mirbeau, critique d'art, écrivant pour L'Écho de Paris la décrit comme un « mélange inquiétant et savoureux de splendeur barbare, de liturgie catholique, de rêverie hindoue, d'imagerie gothique, de symbolisme obscur et subtil ». Cependant, Henry Roujon, conservateur du musée du Luxembourg, refuse cette toile pour les collections de son musée, alors que l'artiste voulait la lui donner, la jugeant trop exotique,. Un siècle plus tard, elle fait partie des œuvres majeures de la collection du MET.